# Nevada State Route 115
Nevada State Route 115 (ook SR 115 of Harrigan Road) is een acht kilometer lange state route in de Amerikaanse staat Nevada, die van de SR 119 naar Fallon loopt. De state route gaat uitsluitend door Churchill County. State Route 115 begint bij een T-splitsing met de SR 119 en loopt vervolgens parallel aan U.S. Route 95 recht naar het noorden. Onderweg kruist State Route 115 twee andere state routes, namelijk de SR 720 en de SR 118, en de state route eindigt bij een lokale weg met de naam East Stillwater Avenue in de buurt van U.S. Route 50. Gemiddeld rijden er dagelijks afhankelijk van de locatie tussen de 200 en 1.500 voertuigen over de state route (2013).
Het huidige traject van State Route 115 maakte in de jaren 30 deel uit van U.S. Route 50 en de SR 2. In 1956 verscheen U.S. Route 50 voor het eerst met een gewijzigd traject op de kaart met als gevolg dat het huidige traject van State Route 115 geen deel meer uitmaakte van de weg. State Route 115 stond daarna bekend als U.S. Route 50 Alternate en als SR 2. Later verdween ook de naam U.S. Route 50 Alternate en tijdens de hernummering van de wegen in Nevada in 1976 kreeg de weg zijn huidige nummer, 115.